# Il maestro Bunny
Il maestro Bunny (Baton Bunny) è un film del 1959 diretto da Chuck Jones e Abe Levitow. È un cortometraggio d'animazione della serie Looney Tunes, uscito negli Stati Uniti il 10 gennaio 1959. Dal 1999 viene distribuito col titolo Musica, maestro!, da non confondere con Musica, maestro, attuale titolo di Rapsodia in salmì, un altro cartone con protagonista Bugs Bunny uscito nel 1946.

## Trama
All'Hollywood Bowl, Bugs Bunny sta per dirigere l'Orchestra Sinfonica della Warner Bros. in "Mattino, pomeriggio e sera a Vienna" di Franz von Suppé, ma uno spettatore inizia a tossire forte. Bugs, con un cartello, ordina che venga buttato fuori. Altri problemi affliggono la direzione di Bugs, in particolare una mosca fastidiosa e degli scomodi polsini che continuano a cadere; l'orchestra scambia le sue reazioni a questi problemi per direttive, facendo arrabbiare Bugs. Nel mezzo dell'esecuzione, Bugs segue la musica imitando un pellerossa e le truppe americane che lo inseguono. Al termine della sua esibizione, la mosca ritorna, atterrando sul naso di Bugs. Il coniglio si infuria e tenta di uccidere la mosca, schiantandosi nell'orchestra e usando gli strumenti come armi. Mentre la musica finisce e la mosca sembra essere morta, Bugs si inchina alla folla ma scopre che tutti i posti sono vuoti. Sente però dei deboli applausi ad opera della mosca, e a Bugs non resta altro che inchinarsi all'insetto.

## Distribuzione

### Edizioni home video

#### VHS
America del Nord
- Bugs Bunny's Hare-Brained Hits (22 settembre 1993)
- Bugs Bunny: Big Top Bunny (26 ottobre 1999)
- Looney Tunes: The Collector's Edition - Musical Masterpieces (marzo 2000)

Italia
- Bugs Bunny n. 1 (ottobre 1990)
- Caccia al coniglio (settembre 1999)
- Bugs Bunny: Big Top Bunny (maggio 2000)

#### Laserdisc
- Looney Tunes: Curtain Calls - Classic Music and Show Business Cartoons (3 febbraio 1993)

#### DVD
Il corto fu pubblicato in DVD-Video in America del Nord nel terzo disco della raccolta Looney Tunes Golden Collection: Volume 1 (intitolato Looney Tunes All-Stars: Part 1) distribuita il 28 ottobre 2003, dove è visibile anche con la sola colonna musicale; il DVD fu pubblicato in Italia il 2 dicembre 2003 nella collana Looney Tunes Collection, col titolo All Stars: Volume 1. Fu inserito anche nel primo disco della raccolta DVD Looney Tunes Spotlight Collection Volume 1, uscita in America del Nord sempre il 28 ottobre 2003, ristampato l'11 febbraio 2014 col titolo Looney Tunes Center Stage: Volume 1,